# Absztrakt Wikipédia
Az Absztrakt Wikipédia a Wikifunctionst (Wikifunkciókat) használja a Wikipédia nyelvfüggetlen változatának létrehozására a strukturált adatok felhasználásával.
Az Absztrakt Wikipédia célja, hogy több ember több nyelven több tudást oszthasson meg. Az Absztrakt Wikipédia a Wikidata fogalmi kiterjesztése. Az Absztrakt Wikipédiában az emberek nyelvfüggetlen módon hozhatnak létre és tarthatnak fenn Wikipédia-szócikkeket. Egy adott nyelvű Wikipédia lefordíthatja ezt a nyelvfüggetlen cikket a saját nyelvére. A fordítást a kód végzi.
A Wikifunkciók egy Wikimédia-projekt, amely lehetővé teszi, hogy bárki kódot hozzon létre és tartson fenn. Ez sokféleképpen hasznos. Mindenféle függvények katalógusát biztosítja, amelyeket bárki meghívhat, írhat, karbantarthat és használhat. Olyan kódot is biztosít, amely az absztrakt Wikipédia nyelvfüggetlen szócikkét lefordítja a Wikipédia nyelvére. Ez lehetővé teszi, hogy mindenki a saját nyelvén olvashassa a cikket. A Wikifunkciók a Wikidatából származó szavakra és entitásokra vonatkozó ismereteket használják.
Az átfogó projektet Denny Vrandečić, a Wikidata társalapítója 2020 áprilisában egy Google munkadokumentumban fogalmazta meg, 2020 májusában hivatalosan (Wikilambda néven) javasolták, majd 2020 júliusában a Wikimédia Alapítvány kuratóriuma Absztrakt Wikipédia néven jóváhagyta. 2021 márciusában Vrandečić a Communications of the ACM informatikai folyóiratban megjelent "Building a Multilingual Wikipedia" című cikkében áttekintést tett közzé a rendszerről.  2023 júliusában elindult a Wikifunctions.org.

## Példák

### Abstract text
Forrás: AbstractText prototype (github.com)
```
 subclassification_string_from_n_n_language(n_wikipedia, n_encyclopedia, English)
```

- English : Wikipedias are encyclopedias.

```
 subclassification_string_from_n_n_language(n_wikipedia, n_encyclopedia, German)
```

- German : Wikipedien sind Enzyklopädien.

Az alábbi szintaxisban ez így nézne ki:
```
 Subclassification(Wikipedia, Encyclopedia)
```

- English : Wikipedias are encyclopedias.
- German : Wikipedien sind Enzyklopädien.

### Technical paper
Forrás: Architecture for a multilingual Wikipedia
```
 Article(
   content: [
     Instantiation(
       instance: San Francisco (Q62),
       class: Object_with_modifier_and_of(
         object: center,
         modifier: And_modifier(
           conjuncts: [cultural, commercial, financial]
         ),
         of: Northern California (Q1066807)
       )
     ),
     Ranking(
       subject: San Francisco (Q62),
       rank: 4,
       object: city (Q515),
       by: population (Q1613416),
       local_constraint: California (Q99),
       after: [Los Angeles (Q65), San Diego (Q16552), San Jose (Q16553)]
     )
   ]
 )
```

- English : San Francisco is the cultural, commercial, and financial center of Northern California. It is the fourth-most populous city in California, after Los Angeles, San Diego and San Jose.
- German : San Francisco ist das kulturelle, kommerzielle und finanzielle Zentrum Nordkaliforniens. Es ist, nach Los Angeles, San Diego und San Jose, die viertgrößte Stadt in Kalifornien.